# Sofia Escobar
Sofía Escobar (Guimarães, 29 de noviembre de 1984) es una soprano, actriz y cantante portuguesa. Es conocida por formar parte del elenco de musicales del West End de Londres, tales como María en West Side Story o Christine Daaé, papel principal de El fantasma de la ópera de Andrew Lloyd Webber, que interpretó durante cinco años. Actualmente interpreta a Mary Cullen en el musical de El Médico, basado en la obra homónima de Noah Gordon.

## Comienzos y vida personal
Sofía Alexandra Cepa Escobar Ferreira da Silva nació el 29 de noviembre de 1984 en Guimarães, distrito de Braga, Portugal.
Estudió en el Conservatorio de música de Oporto y continuó sus estudios en la Escuela Guildhall de Música y Drama.
A pesar de obtener una beca para sus estudios en Londres, tuvo que pedir un préstamo y sus padres tuvieron que llegar a hipotecar su casa. Sofía trabajó como camarera en un restaurante cerca de la escuela después de las clases cobrando 5 libras la hora, hasta las 2 de la madrugada.
El 21 de septiembre de 2013 se casó con el actor español Gonzalo Ramos. Tuvieron un hijo, Gabriel, en 2014.

## Carrera
Su primer musical fue en 2004 cuando actuó como Hanna Gzelak, personaje principal del musical portugués Scents of Light.
Su primera experiencia en un musical del West End londinense tuvo lugar con El Fantasma de La Ópera, donde fue suplente de actriz principal entre 2007 y 2008.
Entre 2008 y 2009 participó en el musical West Side Story, interpretando el papel de la chica puertorriqueña María.
De 2010 a 2013 ha actuado como Christine Daaé, el personaje principal en el Fantasma de La Ópera en el Her Majesty's Theatre en Haymarket, en Londres. Es una de las pocas hablantes no nativas de inglés que ha interpretado a Daaé.
Como actriz participó en la serie de televisión portuguesa Morangos com Açúcar en 2003, como la profesora Olívia Matos, durante 42 episodios. En 2009 Escobar fue jueza en el programa de televisión portugués Quem é o Melhor?. En 2017 actúa en la serie de televisión portuguesa Ouro verde, bajo el papel principal de Inés.
El 6 de octubre de 2012, interpretó a dúo con el tenor español José Carreras en su ciudad natal. Entre 2015 y 2016, fue miembro del jurado de Got Talent Portugal. En 2016 fue parte del elenco en el nuevo musical portugués Um hino ao futbol, un homenaje al futbolista portugués Eusébio, estrenado el 6 de abril. En 2017 participó en la obra de teatro "Fátima, entre o céu e a terra". En ese mismo año, formó parte del elenco principal de la telenovela Ouro Verde emitida por TVI, donde interpretó al personaje Inês Santiago.
En 2018 actúa como Mary Cullen, papel principal en el musical El médico basado en la novela de Noah Gordon.

## Premios y nominaciones
Sofía Escobar ganó el premio "a la mejor actriz en un Musical" por los Whatsonstage Theatregoer's Choice Awards, mientras actuaba en West Side Story. Ha sido nominada en la categoría de mejor actriz para el en los premios Laurence Olivier de 2009 debido a su interpretación de María en West Side Story.
Fue nominada a un Globo de Oro portugués como Revelación del Año 2010, donde cantó "Piensa en Mí" de El fantasma de la ópera.